# Opharus franclemonti
Opharus franclemonti là một loài bướm đêm thuộc phân họ Arctiinae, họ Erebidae.